# Michael Lake
Michael Lake (* 7. April 1973 in Niles) ist ein ehemaliger US-amerikanischer Basketballspieler.

## Werdegang
Lake, ein 1,85 Meter großer Aufbauspieler, spielte in seinem Heimatland von 1991 bis 1995 am Hillsdale College im US-Bundesstaat Michigan. Mit 1608 erzielten Punkten stand er in der Bestenliste der Hochschule beim Ende seines Studiums auf dem siebten Rang. Während seiner Zeit in Deutschland galt Lake zeitweise als bester ausländischer Spieler der 2. Bundesliga, seine Stärke war der Dreipunktewurf. In der Saison 2003/04 war er als Kaiserslauterer Spieler mit 22,5 Punkten im Schnitt drittbester Korbschütze der 2. Bundesliga Süd.
In der Basketball-Bundesliga spielte er zwei Jahre: Von 2005 bis 2007 mit Nürnberg. In der Saison 2005/06 erzielte Lake im Durchschnitt 7,7 Punkte je Begegnung, 2006/07 war es ein Punktemittelwert von 11,8.
Lake spielte später für Cavigal Nice in Frankreich und dann im selben Land für den Menton Basket Club in Frankreich, 2020 beendete er dort seine Spielerlaufbahn und wurde im Mai 2020 Trainer des Fünftligisten Menton.

### Stationen als Spieler
- 1998–2001 TSV 1861 Nördlingen
- 2001–2003 BBC Bayreuth
- 2003–2004 1. FC Kaiserslautern
- 2004–2005 Erdgas Baskets Jena
- 2005–2009 Sellbytel Baskets Nürnberg
- 2009–2010 Science City Jena